# 若开共产党
若开共产党是缅甸若开邦历史上的一个极左翼政党和武装团体。该党成立于1962年，分裂自红旗共产党。1994年，该党的一个派别和其他三个团体组成若开民族联合党。2004年，该党余部也并入若开民族联合党。该党的意识形态是共产主义、马克思列宁主义。该党主张建立独立的若开人国家。该党的创始人是Kyaw Zan Rhee和Bo Maung Han。